# Ballot Result
Ballot Result – szósty album zespołu Minutemen wydany w grudniu 1986 przez wytwórnię SST Records. Materiał nagrano pomiędzy wrześniem 1980 a listopadem 1985. W reedycji CD z 1987 pominięto utwory: „The Price of Paradise”, „Song for El Salvador”, „Hey Lawdy Mama” i „Dreams are Free, Motherfucker!”. 

## Lista utworów
1. „Little Man with a Gun in His Hand” (C. Dukowski, D. Boon) – 3:03
2. „Political Song for Michael Jackson to Sing” (M. Watt) – 1:25
3. „I Felt Like a Gringo” (M. Watt) – 1:39
4. „Jesus and Tequila” (J. Carducci, D.Boon) – 2:52
5. „Courage” (D. Boon) – 2:55
6. „King of the Hill” (D. Boon) – 3:00
7. „Bermuda” (R. Erickson) – 3:07
8. „No One” (remix) (K. Roessler, M. Watt) – 6:30
9. „Mr. Robot’s Holy Orders” (G. Hurley, M. Watt) – 7:45
10. „The Price Of Paradise” (D. Boon) – 3:31 (pominięty w reedycji CD)
11. „Song for El Salvador” (D. Boon) – 0:31 (pominięty w reedycji CD)
12. „Ack Ack Ack” (J. Talley-Jones, K. Johansen) – 0:32
13. „History Lesson Part II” (M. Watt) – 2:30
14. „Hey Lawdy Mama” (J. Kay, L. Byrom, J. Edmonton) – 2:27 (pominięty w reedycji CD)
15. „This Ain’t No Picnic” (D. Boon) – 1:46
16. „The Cheerleaders” (D. Boon) – 3:28
17. „Time” (R. Hell) – 2:36
18. „Cut” (M. Watt) – 2:01
19. „Split Red” (D. Boon, M. Watt) – 1:05
20. „Dreams are Free, Motherfucker!” (Crane, D. Boon, G. Hurley, M. Watt) – 1:09 (pominięty w reedycji CD)
21. „Shit You Hear at Parties” (D. Boon, M. Watt) – 1:06
22. „Hell” (Second Take) (D. Boon, M. Watt, G. Hurley) – 7:05
23. „Tour-Spiel” (M. Watt) – 3:22
24. „Take Our Test” (M. Watt) – 2:03
25. „The Punch Line” (M. Watt) – 0:46
26. „Search” (G. Hurley, M. Watt) – 0:48
27. „Bob Dylan Wrote Propaganda Songs” (M. Watt) – 1:16
28. „Badges” (M. Watt) – 0:38
29. „Tension” (M. Tamburovich, M. Watt) – 1:33
30. „If Reagan Played Disco” (M. Watt) – 1:15
31. „No! No! No! To Draft and War/Joe McCarthy’s Ghost” (Sambia, M. Watt) – 3:00

- utwory 1-7: transmisja na żywo w radiu WREK, Atlanta, 30 listopada 1985
- utwór 8: remix Ethan James, studio "Radio Tokyo", listopad 1985.
- utwór 9: transmisja na żywo w radiu WREK, Atlanta, 30 listopada 1985
- utwór 10: pierwotnie wydany na albumie 3-Way Tie (For Last) (1985)
- utwór 11: pierwotnie wydany na albumie The Punch Line (1981)
- utwory 12-17: nagrania ze "Spin Radio" dokonane w studiu KPFK, Los Angeles, październik 1985.
- utwory: 18, 19: transmisja na żywo ze studia KPFK, Los Angeles, 2 stycznia 1983.
- utwór 20: pierwotnie wydany na minialbumie Buzz or Howl Under the Influence of Heat (1983).
- utwór 21: nagrano 28 listopada 1981, wydany pierwotnie na albumie The Politics of Time (1984)
- utwór 22: nagrano 2 lutego 1984 w garażu Jacka Brewera z Saccharine Trust
- utwory 23, 24: z koncertu w "The Indian Cultural Center", Albuquerque, 25 maja 1985, trasa Loose Nut Black Flag
- utwory 25-27: z koncertu w "Love Hall" Filadelfia, 15 grudnia 1983, mini-trasa "East Coast" z Hüsker Dü
- utwory 28, 29: próba w domu George'a Hurleya, wrzesień 1980
- utwór 30: z koncertu w "Wilson Park", Torrance, 22 maja 1982
- utwór 31: z koncertu w Madison, 2 maja 1985

## Skład
- D. Boon – śpiew, gitara
- Mike Watt – śpiew, gitara basowa
- George Hurley – perkusja

produkcja
- Mike Watt – producent